# Sharlee D'Angelo
Sharlee D'Angelo, pseudonimo di Charles Petter Andreason (27 aprile 1973), è un bassista svedese.

## Biografia
È stato il bassista dei Mercyful Fate  e dei King Diamond dal 1990-1993, ed è membro di band  melodic death metal come gli Arch Enemy e gli Witchery.
Altre band di cui ha fatto parte sono Dismember, Sinergy ed Hemisfear.